# Heliotropium ramosissimum
Heliotropium ramosissimum là loài thực vật có hoa trong họ Mồ hôi. Loài này được (Lehm.) Sieber ex DC. mô tả khoa học đầu tiên năm 1845.